# Solongoïta
La solongoïta és un mineral de la classe dels borats, que pertany al grup de la inderita. Rep el seu nom de la localitat tipus, el dipòsit de bor de Solongo, a Rússia.

## Característiques
La solongoïta és un borat de fórmula química Ca₂B₃O₄(OH)₄Cl. Va ser aprovada com a espècie vàlida per l'Associació Mineralògica Internacional l'any 1973. Cristal·litza en el sistema monoclínic. Es troba en forma de cristalls subèdrics, tabulars, estriats verticalment, de fins a 0,2 mm. La seva duresa a l'escala de Mohs és 3,5.
Segons la classificació de Nickel-Strunz, la solongoïta pertany a «06.C - Nesotriborats» juntament amb els següents minerals: inderita, ameghinita, kurnakovita, inderborita, meyerhofferita, inyoïta, peprossiïta-(Ce), nifontovita i olshanskyita.

## Formació i jaciments
Va ser descoberta l'any 1973 en un orifici de perforació al dipòsit de bor de Solongo, a l'altiplà de Vitim, a Buriàtia (Rússia). També ha estat descrita a la mina Fuka, a l'illa de Honshu (Japó). Sol trobar-se associada a altres minerals com: szaibelyita, andradita-grossulària, kurchatovita, calcita, clorita, vesuvianita, svabita, magnetita, hematites, esfalerita i quars.